# Heather Davis
Heather Davis, född den 26 februari 1974 i Vancouver i Kanada, är en kanadensisk roddare.
Hon tog OS-brons i åtta med styrman i samband med de olympiska roddtävlingarna 2000 i Sydney.